# Seqocrypta hamlynharrisi
Seqocrypta hamlynharrisi är en spindelart som beskrevs av Raven och Churchill 1994. Seqocrypta hamlynharrisi ingår i släktet Seqocrypta och familjen Barychelidae.
Artens utbredningsområde är Queensland. Inga underarter finns listade i Catalogue of Life.